# Стубал (община Владичин хан)
Стубал (сръбски: Стубал или Stubal) е село в Югоизточна Сърбия, Пчински окръг, община Владичин хан.

## Население
Според преброяването на населението от 2011 г. селото има 1115 жители.

### Етнически състав
Данните за етническия състав на населението са от преброяването през 2002 г.
- сърби – 936 жители
- цигани – 165 жители
- хървати – 6 жители
- неизяснени – 6 жители